# Via Maqueda
Via Maqueda (pronuncia italiana: [maˈkwɛːda], pronuncia originale spagnola: [maˈkeða]), detta la Strada Nuova, è una strada storica di Palermo, intitolata al duca di Maqueda Bernardino de Cárdenas y Portugal, Viceré di Sicilia dal 1598 al 1601, che la tracciò.

## Storia
Sul finire del XVI secolo il viceré decise di creare un nuovo asse viario che incrociasse via Toledo per andare incontro alle richieste dei nobili che chiedevano nuove aree per la costruzione dei loro palazzi ed, allo stesso tempo, rendere più scorrevole la circolazione all'interno della città. 

La strada venne quindi progettata nel 1577 e aperta nel 1600 e, all'incrocio con il Cassaro, venne realizzata Piazza Vigliena, meglio nota come i Quattro Canti, dal nome dei quattro mandamenti in cui era divisa la città: Loggia, Seralcadio, Kalsa ed Albergheria. Essendo il nuovo asse viario disegnato perfettamente perpendicolare all'antico Cassaro, si venne a creare in questo modo una croce (guardando la città dall'alto) che venne soprannominata Croce Barocca.

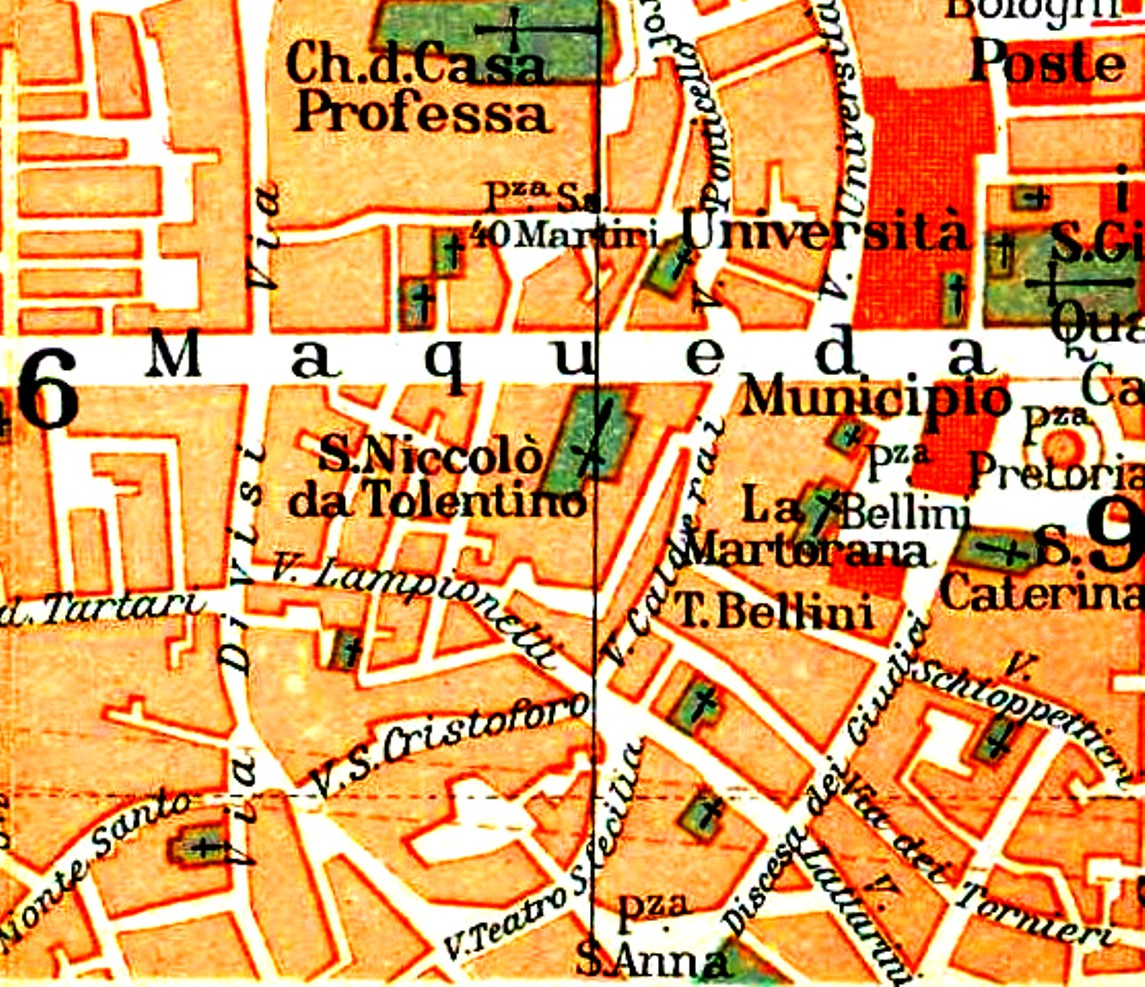
Cartina che riprende parte di via Maqueda

Nei secoli successivi al taglio fu avviata un'intensa attività edilizia con la creazione di palazzi nobiliari, chiese e conventi.
Alla fine del 2014 il tratto compreso tra il Teatro Massimo ed i Quattro Canti venne chiuso al traffico nelle ore diurne e ad agosto 2019 anche il tratto tra i Quattro Canti e Piazza Giulio Cesare venne reso pedonale, trasformando la strada in un'importante via degli acquisti e favorendo l'apertura di nuove attività.

## Principali monumenti presenti
- Piazza Pretoria
- Fontana Pretoria
- Teatro Massimo
- Palazzo delle Aquile
- Quattro Canti
- Piazza Verdi
- Chiesa della Madonna del Soccorso
- Chiesa di San Giuseppe dei Teatini
- Chiesa di Santa Ninfa dei Crociferi
- Palazzo Comitini
- Archivio comunale
- Palazzo Inguaggiato
- Palazzo Mazzarino
- Palazzo Grassellini
- Palazzo Costantino
- Palazzo Napoli
- Palazzo Filangeri di Cutò
- Galleria delle Vittorie
- ex Convento dei Teatini, oggi facoltà di giurisprudenza